# Friedrich Kolenati

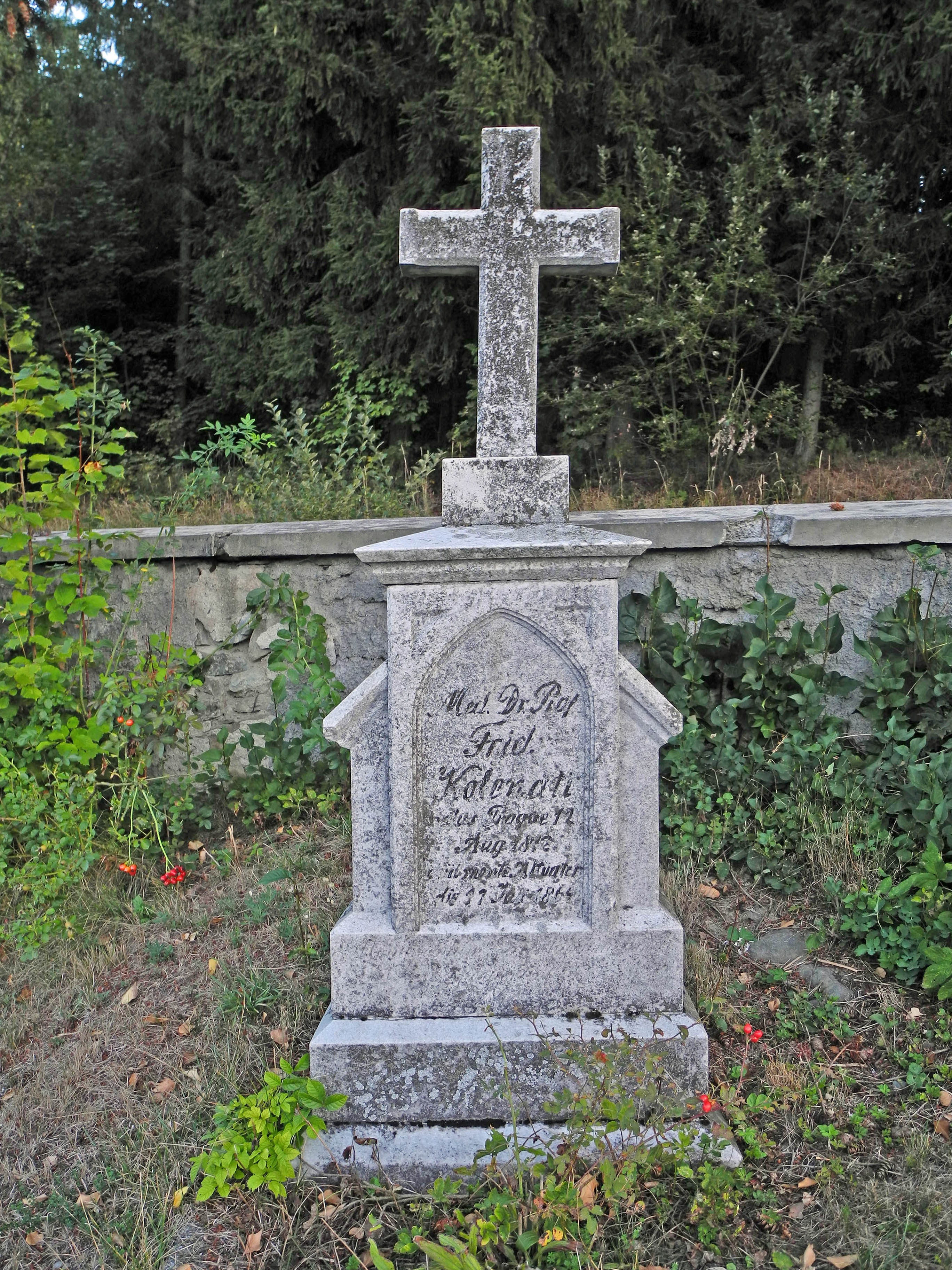
Hrob Kolenatého v Malé Morávce

Friedrich Anton Kolenati nebo Bedřich Antonín Kolenatý (17. dubna 1812 Praha - Malá Strana – 17. července 1864, Praděd, Malá Morávka, Hrubý Jeseník, Rakousko-Uhersko) byl český zoolog, botanik, geolog, cestovatel a lékař, vysokoškolský pedagog, člen Královské české společnosti nauk. Od roku 1848 zakladatel a člen přírodovědeckého spolku Lotos v Praze. Některé prameny uvádějí, že byl německé národnosti.

## Život
Narodil se roku 1812 na Malé Straně jako nejstarší ze čtyř synů Antonína Kolenatého (1785–1859) a Veroniky, roz. Vetterové (1792–1858). Otec byl choralistou u sv. Víta a pocházel z obce Družec na Kladensku. Matka byla malostranská rodačka.
Po ukončení základní školy a gymnázia vystudoval Lékařskou fakultu UK v Praze, kde se již v době svých studií zaobíral přírodními vědami, hlavně botanikou a entomologií. Po ukončení lékařské fakulty se stal asistentem botaniky na pražské univerzitě. Odtud v roce 1842 odjel do Ruska, kde působil jako asistent zoologie v Petrohradské akademii věd. Z podnětu této akademie podnikl v letech 1842–1845 vědecko-průzkumnou přírodopisnou cestu na Kavkaz. Později prováděl průzkum dolního toku řeky Donu, ještě později pak dále pokračoval ve vyšších oblastech Kavkazu. V průběhu roku 1842 vykonal průzkum okolí Azovského moře a svůj výzkum v tomto roce zakončil v Taganrogu. V roce 1843 pokračoval v povodí řeky Kury a navštívil svahy Malého Kavkazu až po Náhorní Karabach. V roce 1845 dospěl až na vrchol Kavkazu.
Motýly Kavkazu popsal v páté části své monografie pod názvem: Meletemata entomologica (entomologická práce obsahuje celkem 8 svazků). Popisuje zde celkově 78 druhů denních motýlů, které objevil na území Kavkazu – z tohoto počtu se jedná o 4 nové druhy pro území Kavkazu. Ve svých pracích popsal i nové taxony např.: Melitaea didyma var. interrupta Kolenati a Melanargia galathea var. turcica Kolenati. Část materiálu, který sesbíral na Kavkazu se dochovala do dnešních dob v Zoologickém institutu Akademie věd Ruské federace. Typový materiál se však už nedochoval.
V roce 1845 se vrátil do Prahy, kde se habilitoval na univerzitě jako soukromý docent přírodopisu. Byl značně revolučně naladěn, a proto se v roce 1848 aktivně zapojil do revolučního dění tehdejší doby, za což byl i posléze uvězněn. Po propuštění z vězení suploval přednášky z mineralogie a zoologie v Pražském polytechnickém ústavu a působil také jako profesor přírodopisu na Malostranském gymnáziu. V roce 1848 stál při zrodu spolku pod názvem: Přírodovědecká společnost Lotos (Naturhistorische Gesellschaft Lotos) a stal se jeho čestným členem (Ehrenmitglied). Koncem roku 1849 byl jmenován řádným profesorem přírodopisu a technologie na brněnské technice. Na tomto pracovišti v době svého působení významně rozšířil sbírky přírodnin, hlavně přírodovědecké a mineralogické sbírky.
Po svém příjezdu na Moravu se zaobíral hlavně přírodovědeckým výzkumem vícero oblastí Moravy, jako např.: Znojemsko, Mikulovsko, okolí Brna, Tišnovsko, Moravský kras, okolí Zábřehu na Moravě a Kunštátu. Významným podílem se zasloužil o výzkum Hrubého Jeseníku, hlavně oblasti Pradědu. Svojí prací významně přispěl k poznání přírodních poměrů Moravy a Slezska.
Zemřel 17. července 1864 v době své výzkumné cesty na Praděd, kde tragicky zahynul. Pochován je v Malé Morávce.

## Dílo
V zoologii se zaobíral hlavně zkoumáním netopýrů – Chiroptera, v entomologii studoval hlavně řády: Coleoptera – brouci, Hymenoptera – blanokřídlí, Diptera – dvoukřídlí, Trichoptera, Dermaptera a Neuroptera. Část prací věnoval i výzkumu pavouků – Araneidea. Ve své době byl pokládán za jednoho z nejlepších odborníků na netopýry v celé Evropě.
V době svého plodného života napsal více než 50 entomologických prací, ze kterých mnohé publikoval ve spisech Královské České společnosti nauk, Vídeňské akademie, Vídeňského zoologického a botanického spolku a v časopisech: Stettiner entomologische Zeitung a Wiener entomologische Monatschrift. Část svých prací publikoval i ve spisech Petrohradské a Moskevské akademie věd, případně Moskevské přírodovědecké společnosti. Velmi známou je např. jeho práce o výzkumu Jeseníků: „Naturhistorische Durchforschung des Altvatergebirges“, která vyšla v roce 1858. Podal zde celkový obraz zoologických poměrů ve Slezsku. Práce je však velmi rozsáhle koncipována a nemohla proto zachytit hlouběji některé speciální systematické problémy. Později doplnil své výzkumy z oblasti Pradědu dalšími pracemi jako: Einige neue Insecten vom Altvater, z roku 1860, nebo Entomologische und botanische Notizen vom Altvatergebirge z roku 1861.
Jeho sbírka brouků od z první poloviny 19. století se stala jedním ze základů entomologických materiálů Národního muzea v Praze.